# Skimmer

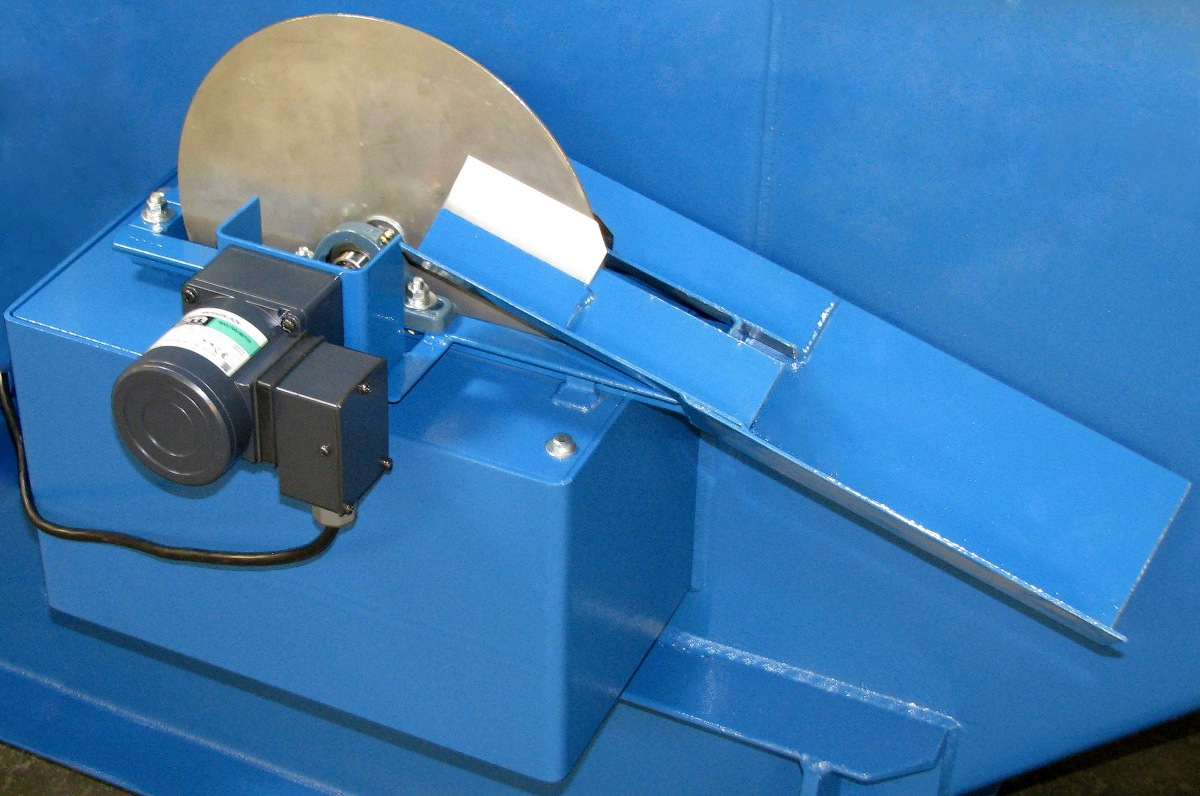
Icke-oleofil oljeskimmer

En skimmer är en maskin som används för att separera vätskor som flyter ovanpå varandra, exempelvis olja ovanpå vatten.